# Friedensfachkraft
Als Friedensfachkraft werden Personen bezeichnet, die eine spezielle Qualifizierung für den Zivilen Friedensdienst bzw. für eine professionelle Tätigkeit in einem Friedensfachdienst abgeschlossen haben. Zugelassen zu dieser Qualifizierung werden berufs- und lebenserfahrene Frauen und Männer.
In Deutschland wurden durch das Konsortium Ziviler Friedensdienst gemeinsame Qualitätsstandards für diese Ausbildung von Friedensfachkräften entwickelt. Diese Standards wurden durch das Bundesministerium für wirtschaftliche Zusammenarbeit und Entwicklung (BMZ) anerkannt; ihre Einhaltung ist somit Voraussetzung für eine staatliche Förderung von Projekten des Zivilen Friedensdienstes.
Dem Konsortium Ziviler Friedensdienst gehören die anerkannten Entwicklungsdienstorganisationen Arbeitsgemeinschaft für Entwicklungshilfe (AGEH), Christliche Fachkräfte International (CFI), Deutscher Entwicklungsdienst (DED), EIRENE, Evangelischer Entwicklungsdienst (EED) und Weltfriedensdienst (WFD) sowie mit dem Forum Ziviler Friedensdienst und der Aktionsgemeinschaft Dienst für den Frieden (AGDF) zwei Friedensorganisationen an.